# Hermann Ebbinghaus

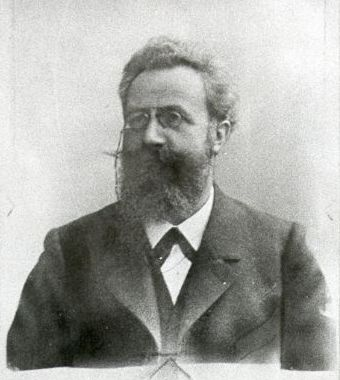
Hermann von Ebbinghaus

Hermann von Ebbinghaus (ur. 24 stycznia 1850, zm. 26 lutego 1909) – psycholog niemiecki. Profesor psychologii na uniwersytecie we Wrocławiu (1894-1905) i Halle (1905-1909). Znany jako pionier badań eksperymentalnych nad pamięcią werbalną u ludzi. Wyniki jego badań obrazuje krzywa zapominania.

## Eksperymenty Ebbinghausa
Ebbinghaus eksperymentował na własnej osobie. Uczył się na pamięć zbiorów bezsensownych zbitek liter (np. CAG, GIF, WAW - samogłoska pomiędzy dwiema spółgłoskami) i próbował przypomnieć je sobie po upływie określonego czasu (jednego dnia, dwóch dni, tygodnia, miesiąca, roku itp.).
Metodą uczenia się było mechaniczne powtarzanie. Badacz najpierw przyglądał się całemu zbiorowi, następnie odczytywał po kolei sylaby bezsensowne tak długo, aż potrafił cały zbiór wyrecytować z pamięci w odpowiednim porządku.
Metodą mierzenia ilości zapamiętanej informacji było sprawdzanie, jak wiele prób potrzeba, aby ponownie nauczyć się na pamięć całej listy. Na przykład po upływie jednego dnia badacz brał listę sylab, które poprzedniego dnia pamiętał i sprawdzał jak wiele razy musi ją ponownie przeczytać, aby nauczyć się jej na pamięć. Zwykle było tak, że tych prób potrzebował mniej (oszczędzał na liczbie prób). Owo zaoszczędzenie było miarą "ilości zapamiętania". Np. jeśli badacz musiał 10 razy przeczytać listę aby zapamiętać ją za pierwszym razem i 5 razy aby zapamiętać ją bezbłędnie następnego dnia, to wskaźnik oszczędności wynosił 50%. W ten sposób Ebbinghaus był w stanie zmierzyć jaki procent informacji przechowywała jego pamięć po upływie określonego czasu.
Wykazał, że ilość przypominanych informacji spada gwałtownie tuż po zakończeniu procesu zapamiętywania. Potem następuje dalsza, znacznie wolniejsza utrata danych pamięciowych.

## Znaczenie badań Ebbinghausa
Eksperymenty Ebbinghausa dotyczyły zapominania i zapamiętywania materiału bezsensownego. Badacz wybrał taki właśnie materiał do zapamiętywania, bowiem wierzył, że tylko w ten sposób można zbadać "czystą pamięć". Materiał sensowny mógłby, jego zdaniem, być lepiej lub gorzej zapamiętany nie ze względu na "czyste" właściwości pamięci, ale ze względu na skojarzenia, osobisty sens informacji dla zapamiętującej osoby, emocje, wzbudzane przez pewne np. słowa itp. W związku z tym – według Ebbibnghausa – odpowiednie badania nie oddawałyby prawdziwego funkcjonowania pamięci, bo wyniki zanieczyszczone byłyby także przez myślenie, kojarzenie, znaczenie emocjonalne itp.
U podłoża takiego paradygmatu badawczego leżało przekonanie o tym, że istnieje tylko jeden rodzaj pamięci u człowieka. Skłaniało to także do myślenia, że "sensowność" zapamiętywanych informacji jest zmienną zakłócającą w eksperymentowaniu z pamięcią.
Późniejsze badania nad pamięcią (zapoczątkowane w latach 50. XX wieku) wykazały, że zapamiętywanie materiału bezsensownego przebiega inaczej niż informacji posiadających sens. Dzisiaj wiadomo także, że ludzie posiadają wiele rodzajów pamięci. W życiu, poza laboratorium psychologicznym, człowiek prawie nigdy nie zapamiętuje informacji bezsensownych lecz dane sensowne. Zapamiętywanie i zapominanie takich informacji przebiega często w inny sposób niż to wykazał Ebbinghaus (szerzej zobacz zapominanie).